# Per capita
Per capita er et latinsk præpositionsudtryk, der betyder "pr. indbygger" eller "pr. hoved". Begrebet bruges i flere samfundsvidenskaber, og statistiske forskningssammenhænge såsom økonomiske indikatorer, og miljøstudier.
Det bruges ofte indenfor statistikken i stedet for at sige "for hver person" eller "pr. person". Herudover bruges udtrykket også i testamenter til at indikere at hver begunstigede skal modtage en lige stor andel af boet - i modsætning til per stirpes, hvor hver gren af den arvende familie arver en lige stor del af boet.